# Moisés Kaufman
Moisés Kaufman est un réalisateur, dramaturge et metteur en scène de théâtre américain, né à Caracas au Venezuela, le 21 novembre 1963.

## Biographie
Dans un entretien donné en 2005, Kaufman se décrit ainsi : « Je suis Vénézuélien, je suis Juif, je suis homosexuel, j'habite à New York. Je suis la somme de toutes mes cultures. Je ne pourrais rien écrire qui n'embrasserait pas tout ce que je suis ».

## Œuvre
Avec son groupe de théâtre Tectonic Theatre, il a écrit Le Projet Laramie, inspiré d'un fait divers qui a touché Moisés Kaufman : le meurtre de Matthew Shepard, un jeune homosexuel à Laramie en 1998.

### Filmographie
- 2002 : Le Projet Laramie (The Laramie Project) (réalisateur + coauteur), avec Laura Linney, Terry Kinney et Peter Fonda
- 2006-2007 : The L Word (TV) (# 2 épisodes)

### Théâtre
- 1996 : Gross Indecency: the Three Trials of Oscar Wilde - Prix Lambda Literary
- 2012-2013 : The Heiress d'après le roman Washington Square de Henry James, Walter Kerr Theater, New-York